# Phaenolobus fraudator
Phaenolobus fraudator là một loài tò vò trong họ Ichneumonidae.